# Herbert Tachezi
Herbert Tachezi, né le 12 février 1930, à Wiener Neustadt (près de Vienne) et mort le 9 décembre 2016, est un organiste, claveciniste, professeur et compositeur autrichien.

## Biographie
Il étudie le piano avec Karl Wolleitner, l’orgue avec Alois Forer, la musicologie avec Otto Siegl et la composition avec Alfred Uhl et Karl Schiske à l’Académie de Vienne. Il se perfectionne en clavecin auprès de Fritz Neumeyer à Fribourg.
Il est lauréat de plusieurs concours internationaux d’orgue : Genève (1955), premier prix à Innsbruck (1958) et le prix «Theodor Körner» à Vienne en 1965.
De 1952 à 1967 il enseigne la musique dans diverses écoles de Vienne.
En 1958, il donne des cours à l’Académie de Vienne (Hochschule für Musik), et en 1972, il devient professeur d’orgue, d’improvisation et de théorie musicale dans la même institution.
En 1960, il joue le continuo avec les Solisti di Zagreb et les Solistes de Vienne.
En 1964, il devient claveciniste et organiste du Concentus musicus Wien fondé et dirigé par Nikolaus Harnoncourt.
Il est nommé organiste à la Hofmusikkappelle de Vienne en 1974.
Comme organiste, il donne beaucoup de récitals de musique baroque en Europe et aux États-Unis.

## Discographie
- 1975 - Haendel - Intégrale des concertos pour orgue - Concentus Musicus Wien - Direction Nikolaus Harnoncourt -  Teldec 1975 6.35282 FK
- 1977 - J. S. Bach - l’Art de la Fugue -  Teldec 1977 6.35373 EX
- 1979 - Carl Philipp Emanuel Bach - Oeuvres pour orgue -   Teldec 1988 (1979) 8.44064 ZS
- 1980 - Musique d'orgue - Renaissance - Orgue Ebert d'Innsbruck -  Teldec 1984 (1980) 8.42587 ZK
- 1980 - Girolamo Frescobaldi - Johann Jakob Froberger - Musique pour orgue de la Renaissance -   Teldec 1988 (1980,81) 8.44066 ZS

## Compositions
Plusieurs œuvres pour orgue et piano, de la musique de chambre, des lieder, des messes.

## Écrits
- Ludus organi contemporarii, Vienne, (1973) : une introduction à l’exécution de la musique contemporaine pour orgue.
- De nombreux articles dans des revues musicales autrichiennes.